# ジロ・デ・イタリア 2010
ジロ・デ・イタリア 2010（Giro d’Italia 2010）はジロ・デ・イタリアとしては93回目の大会。2010年5月8日から5月30日まで開催され、イヴァン・バッソが4年ぶり2回目の総合優勝を果たした。

## 概要

### コース
2009年10月24日、イタリア・ミラノでコースが発表された。オランダ・アムステルダムをスタートし、ゴールはイタリアのヴェローナ、全21ステージ、3,469kmを走り抜ける。
スタート地点はオランダ・アムステルダム、アムステルダム国立美術館前。ジロがオランダで開幕するのは2002年のフローニンゲン以来8年ぶりとなる。また、初日は2006年以来の個人タイムトライアル(TT)となった。
オランダ国内で3ステージ消化後、休息日を挟んでイタリアに移動。第4ステージのチームタイムトライアルからイタリア国内での戦いが始まる。第7ステージではモンテパスキ・ストラーデビアンケに登場する未舗装路の急坂が登場する。
大会初の頂上ゴールは第8ステージのモンテ・テルミニッロ。大会後半は難関山岳が相次いで登場し、第15ステージはモンテ・ゾンコランへの頂上ゴール、休息日を挟んだ第16ステージは2008年にも登場したプラン・デ・コローネスの山岳個人TT、第19ステージはモルティローロ峠、第20ステージではチマ・コッピに設定されたガビア峠を越えた後にトナーレ峠にゴールと過酷極まりないコース設定となった。
第11ステージは前年に発生したラクイラ地震の被災者への見舞いの意味を込めてラクイラがゴール地点に設定されたほか、第13ステージではマルコ・パンターニに敬意を表し、彼の故郷チェゼナーティコをゴール地点に設定。
最終第21ステージはヴェローナでの個人TT。ブラ広場をスタートし、ヴェローナ市北部のトリチェッレの丘をまわり、アレーナ・ディ・ヴェローナにゴールする。例年、ゴール地として登場するミラノは今大会では経由しない。

### ポイント賞ジャージの変更
今大会よりポイント賞ジャージが紫色のマリア・チクラミーノから、「情熱の赤」から名付けられたマリア・ロッソ・パッショーネに変更となった。

## 選手の出場動向

### 総合優勝争い
- 前年覇者のデニス・メンショフ（ラボバンク）は、ツール・ド・フランスに専念するため欠場[3]。2008年覇者のアルベルト・コンタドール（アスタナ）もコース設定が自分向きであることを認めつつも[4]、同じくツール専念のため欠場[5]。アスタナは代わってアレクサンドル・ヴィノクロフがエースとして出場する[6]。
- 昨年ジロ初出場で注目を集めたランス・アームストロング（チーム・レディオシャック）も、前述の通り同時期に開催されるツアー・オブ・カリフォルニアへの出場を早々と表明し、ジロは欠場[7]。結局チーム・レディオシャックはチーム自体が招待されなかった。
- 一方、前年総合3位・5位のフランコ・ペッリツォッティとイヴァン・バッソ（共にリクイガス・ドイモ）[8]、同4位のカルロス・サストレ（サーヴェロ・テストチーム）[9]、昨年ツール総合4位のブラッドリー・ウィギンス（チーム・スカイ）[10]などが昨年に続いての出場を表明している。2004年覇者のダミアーノ・クネゴ（ランプレ・ファルネーゼ＝ヴィーニ）も出場を表明しているが、総合成績を狙わないことも同時に表明している[11]。しかし後述のドーピング疑惑の影響によりペッリツォッティは急遽不出場が決定、代わりにヴィンチェンツォ・ニバリが出場することになった。
- 現・世界チャンピオンのカデル・エヴァンス（BMC・レーシングチーム）も出場を表明、8年ぶりのジロ参加となる[12]。

### 有力スプリンター
- 前年大会でステージ3勝を挙げたマーク・カヴェンディッシュ（チーム・HTC - コロンビア）は、ツアー・オブ・カリフォルニアに出場するため欠場[13]、代わってアンドレ・グライペルが出場する[14]。
- これまでジロ出場経験の無かったオスカル・フレイレ（ラボバンク）が初参加の予定だったが、重度の副鼻腔炎の影響により欠場となった[15]。また、2008年にポイント賞を獲得しているダニエーレ・ベンナーティ（リクイガス・ドイモ）も欠場となった[16]。

### ドーピング問題
- 開幕直前の5月3日、UCIがバイオロジカルパスポートの血液データに基づく検査結果によって、3選手のドーピング違反が明確なことを公表。3選手のうち、前年総合3位のフランコ・ペッリツォッティ（リクイガス・ドイモ）、タデイ・ヴァリャヴェツ（アージェードゥーゼル・ラモンディアル）が今大会の出場を予定していたが、UCIの発表に基づき両チームが出場メンバーから除外した[17]。

### その他
- 予てから今大会限りでの引退が噂されていたジルベルト・シモーニだったが[18]、4月19日にランプレとの契約に合意したこと並びに今大会限りでの引退がチームから発表された[19]。
- 新城幸也（Bbox ブイグテレコム）の出場が決定した[20]。日本人選手のジロ出場は2002年の野寺秀徳以来8年ぶりとなる。

## レース概要
第1ステージの個人TTは事前から狙うことを公言していたブラッドリー・ウィギンス（チーム・スカイ）が有言実行の勝利。総合上位陣は大崩れする選手はおらず無難なスタート。
第2ステージは落車の連続でカルロス・サストレ（サーヴェロ・テストチーム）、ダミアーノ・クネゴ（ランプレ・ファルネーゼ＝ヴィーニ）、マルツィオ・ブルセギン（ケス・デパーニュ）といった選手が早くも遅れを取ってしまう。ステージ優勝はトレインが完璧に機能したタイラー・ファーラー（ガーミン・トランジションズ）、マリア・ローザはカデル・エヴァンス（BMC・レーシングチーム）の元へ。
北海沿いを行く区間の長い第3ステージは横風分断に加え、前日に引き続き落車が多発。ブルセギンはなんと8分近く失ってしまい早くもマリア・ローザ争いから脱落。ブルセギンは結局第7ステージに出走せずジロを去った。大会前に患った胃腸炎の影響でコンディションに苦しむアンドレ・グライペル（チーム・HTC - コロンビア）を尻目にワウテル・ウェイラント（クイックステップ）が優勝、エヴァンスが遅れたためマリア・ローザはアレクサンドル・ヴィノクロフ（アスタナ）が獲得。
休息日を挟んでイタリアに移っての第4ステージのチームTTは見事な連携を見せたリクイガス・ドイモが優勝、ヴィンチェンツォ・ニバリがマリア・ローザを奪取した。第5ステージでは新城幸也がゴールまで逃げを決め、ステージ優勝の期待が高まったが、惜しくもジェローム・ピノー（クイックステップ）に及ばず。第6ステージはマシュー・ロイド（オメガファーマ・ロット）が逃げ切り勝ち。
未舗装路の登場で注目を集めた第7ステージは、その未舗装路の手前で、降雨の影響か総合上位3位を独占していたリクイガス・ドイモ勢が揃って落車するという大アクシデントが発生。泥まみれのレースを制したのは元MTB選手でもあるエヴァンス、ヴィノクロフがマリア・ローザを奪回した。ニバリとバッソは2分強遅れ、サストレに至っては5分以上遅れてしまい、マリア・ローザ争いから脱落気味に。
初の山頂ゴールとなった第8ステージでは昨年のジャパンカップ覇者のクリス・アンカー・セレンセン（チーム・サクソバンク）が逃げ切り勝ち。総合上位陣は無難にこなすも、サストレはまたも1分近くロス。第9ステージはやや上り勾配のスプリントをマシュー・ゴス（チーム・HTC - コロンビア）が制した。第10ステージではファーラーが2勝目。第9ステージにおいてサストレはパンクでまたも2分近いタイムロス。この時点でヴィノクロフとは10分近い大差が付きマリア・ローザ争いから完全に脱落したと思われた。
しかし第11ステージで大事件が発生する。展開の綾で形成された50人近い逃げ集団は利害関係が一致したこともあってハイペースを維持。一方のマリア・ローザ集団はこの日だけでアスタナ勢が3人リタイアするなど追撃体制が全く整わない。
結局マリア・ローザ集団を12分以上引き離した逃げ集団内での争いを制したのはエフゲニー・ペトロフ（チーム・カチューシャ）。幸運にも逃げに乗ることが出来たリッチー・ポート（チーム・サクソバンク）がマリア・ローザを獲得した。ダビ・アロヨ（ケス・デパーニュ）やサストレといった選手も一気に総合上位に浮上する結果となった。
第12ステージでは前日大きくタイムを失った「元」総合上位陣が最後の3級山岳で逆襲。この動きに乗じたフィリッポ・ポッツァート（チーム・カチューシャ）が今大会待望のイタリア人初のステージ優勝。第13ステージはチェゼーナ出身のマヌエル・ベッレッティ（コルナゴ・CSF＝イノックス）が歓喜の地元優勝。
第14ステージからいよいよドロミテ山塊に突入、モンテ・グラッパの下りで鮮やかなダウンヒルを見せたニバリが優勝。ポートが遅れたため、マリア・ローザはアロヨが獲得。モンテ・ゾンコランがゴールの第15ステージはエヴァンスとの一騎討ちを制したイヴァン・バッソ（リクイガス・ドイモ）が復活のステージ優勝。アロヨはマリア・ローザを守るも、バッソは3分33秒差の3位まで追い上げる。
2度目の休息日を挟んだ第16ステージは2年ぶりとなるプラン・デ・コローネスの山岳個人TT。この難峠を最速で駆け上がったのはステファノ・ガルゼッリ（アクア & サポーネ）。アロヨは無難に走り切るも、バッソとの差は2分27秒まで縮まる。第17ステージは逃げに新城が乗るも、勝負所で痛恨のチェーントラブル。結局ステージ優勝はダミアン・モニエ（コフィディス）の物となったが、総合上位陣に目立った動きは無し。第18ステージはここまで不甲斐ないスプリントが続いていたグライペルが待望の今大会初勝利。
第19ステージはモルティローロの上りでバッソ、ニバリ、ミケーレ・スカルポーニ（アンドローニ・ジョカトーリ）の3人がリードするも、アロヨが下りで見事なダウンヒルを見せて一時は3人に40秒差まで迫る。しかし最後のアプリカの上りに入るとハイペースを維持する先頭の3人に対して、アロヨ、ヴィノクロフ、エヴァンス、サストレ等の後続集団は全く協調体制が取れずズルズルと差が拡がる結果に。結局スカルポーニがステージ優勝した先頭集団からアロヨ達は3分以上遅れてしまい、ついにバッソがマリア・ローザを奪取。エヴァンス、ヴィノクロフ、サストレは完全にマリア・ローザ争いから脱落した。
第20ステージではヴィノクロフ、サストレ等が最後の反撃を試みるも、リクイガス・ドイモの牙城は揺るがず。ステージ優勝はヨハン・チョップ（Bbox ブイグテレコム）、バッソはアロヨとの差をさらに拡げマリア・ローザを盤石の物とした。表彰台争いはニバリとスカルポーニが僅か1秒差の大接戦に。
最終第21ステージはグスタヴ・ラルソン（チーム・サクソバンク）が初のグランツールステージ優勝を果たした。表彰台争いはニバリがスカルポーニを退け、リクイガス・ドイモは見事にダブル表彰台を達成する結果となった。

## レビュー
- イヴァン・バッソ（リクイガス・ドイモ）が4年ぶり2回目の総合優勝を成し遂げた。バッソは第6ステージでの落車、第11ステージでの遅れなどのハンデを抱えながらも圧倒的なチーム力を武器に挽回し、モンテ・ゾンコランがゴールとなった第15ステージではエヴァンスとの一騎討ちを制してステージ優勝。第19ステージでついにマリア・ローザを奪取し、そのまま最後まで守りきった。リクイガス・ドイモは急遽の出場となったヴィンチェンツォ・ニバリがステージ1勝・総合3位、ロベルト・キセルロフスキも総合10位・新人賞2位とトップ10に3選手を送り込みチーム時間賞、スーパーチーム賞、フェアプレー賞とチーム対象の3賞も独占。さらに出場22チーム中唯一全選手が完走を果たすなどチームの完成度の高さを如実に示す結果となった。

- 当初エースだったマルツィオ・ブルセギンのリタイアで急遽エースとなったダビ・アロヨ（ケス・デパーニュ）が総合2位と大健闘。第11ステージでの大逃げに乗って一気に総合ジャンプアップしたアロヨは第14ステージでマリア・ローザを獲得。その後もリクイガス・ドイモ勢の猛攻に晒されながらも第18ステージまでジャージをキープし続けた。最後はバッソの軍門に下った格好となったが表彰台の一角は守り抜いている。

- バッソと並び総合優勝の有力候補と見られていたカデル・エヴァンス（BMC・レーシングチーム）は、第2ステージでマリア・ローザを獲得、さらに第7ステージを制するなど現世界チャンピオンの強さを随所に発揮するも、勝負所でバッソに付いていけない場面が目立ち、表彰台に50秒届かない総合5位に終わった。しかし安定してステージ上位に入っていたこともありマリア・ロッソ・パッショーネを獲得している。

- 昨年ステージ2勝を挙げていたミケーレ・スカルポーニ（アンドローニ・ジョカトーリ）は常時安定した走りを見せ、表彰台には惜しくも届かなかったもののステージ1勝・自己最高の総合4位に入った。マルコ・ピノッティ（チーム・HTC - コロンビア）も山岳で健闘し総合9位に入っている。

- 一方カルロス・サストレ（サーヴェロ・テストチーム）は序盤からアクシデントの連続でタイムを大きく失い、第11ステージでの大逃げに乗り一時は挽回するも、勝負所のドロミテ山塊でも終始精彩を欠き総合8位に終わった。ジロ初参加で注目を集めたアレクサンドル・ヴィノクロフ（アスタナ）も延べ5日間マリア・ローザを着用するも、やはり勝負所のドロミテ山塊でバッソに歯が立たず総合6位に終わった。

- 実質プロ1年目、グランツール初参加だったリッチー・ポート（チーム・サクソバンク）が総合7位・マリア・ビアンカ獲得と大健闘。得意のタイムトライアルだけでなく山岳ステージにおいても大崩れしない走りを見せ、第11～13ステージにかけてはマリア・ローザも着用した。

- ピュアスプリンターによる集団スプリントとなったステージは第2・3・9・10・18の僅か5ステージに留まった。タイラー・ファーラー（ガーミン・トランジションズ）が第2・10ステージを制して今大会唯一の複数ステージ勝利を達成している。一方、今シーズン序盤絶好調だったアンドレ・グライペル（チーム・HTC - コロンビア）は大会前に患った胃腸炎の影響で、大会序盤は全くスプリントに冴えが見られず、第9ステージでは発射台役のマシュー・ゴスに先にステージ優勝される屈辱に見舞われるも、体調の回復した第18ステージで見事にステージ優勝、一矢報いている。この他ワウテル・ウェイラント（クイックステップ）が第3ステージを制している。また昨年ステージ2勝を挙げたアレサンドロ・ペタッキ（ランプレ・ファルネーゼ＝ヴィーニ）はステージ未勝利のまま持病の気管支喘息の悪化でリタイアするという寂しい結果に終わった。山岳が厳しすぎた事もあり、ポイント賞扱いは1～5位が総合勢、6位のマルコ・ピノッティもオールラウンダーに近いTTスペシャリスト、7位のジェローム・ピノーと8位のフィリッポ・ポッツァートはパンチャー、9位のダミアーノ・クネゴと10位のジョン・ガドレがクライマーと、ピュアスプリンターはトップ10に一人も入らないという、いつも通りにスプリンターに厳しいジロの姿が浮き彫りとなった。

- マリア・ヴェルデはマシュー・ロイド（オメガファーマ・ロット）が獲得。ロイドはステージ優勝した第6ステージでジャージを獲得すると、その後も堅実にポイントを積み重ねて第18ステージまでキープ。第19ステージで一時バッソにジャージを奪われるも、続く第20ステージで一気に27ポイントを稼いで奪回した。

- ジロ初出場となった新城幸也（Bbox ブイグテレコム）は、第5ステージで逃げを決めてあわやステージ優勝（惜しくもステージ3位）という大活躍を見せた他、第17ステージでも逃げに乗っている。また総合93位で完走し、史上3人目の日本人ジロ完走者、さらに日本人として史上初めてジロ・ツール両方の完走を達成した。

- 大会を通じて天候が安定しなかったことに加え、昨年以上に過酷なコースレイアウトだったこともあって、出場198名中、完走者は139名と昨年から完走者が30名も減少するという結果になった。また前述の通り出場9選手が全て完走したのはリクイガス・ドイモのみであった。

## 参加チーム
3月22日に22の参加チームが発表された。プロツアーチームではランス・アームストロングなどの主力選手が同時期に開催されるツアー・オブ・カリフォルニアへの出場を表明していたチーム・レディオシャック、昨年も出場を辞退していたフランセーズ・デ・ジュー、エウスカルテル・エウスカディの3チームが外された。

### スタートリスト
5月7日現在
太字はプロツアーチーム。
中字はプロフェッショナルコンチネンタルチーム。
選手名が斜字の選手は新人賞対象選手（1985年1月1日以降生まれの選手）。
ゼッケン（ナンバーカード）はチームのUCIコードのアルファベット順となっているが、今回優先的にゼッケン1番を着用できる前回大会個人総合優勝のデニス・メンショフ（ラボバンク）は欠場となっている。ゼッケン1番は前年世界選手権優勝者のカデル・エヴァンスに与えられ、これに伴いBMCレーシングがゼッケン一桁となる。
最終順位欄、「DNS」は該当ステージ出走せず、「DNF」は該当ステージ途中棄権、「HD」は該当ステージタイムオーバー。
| BMC・レーシングチーム |                            |          |
| No.                   | 選手名                     | 最終順位 |
| 1                     | カデル・エヴァンス         | 5        |
| 2                     | ブレント・ブックウォルター | 95       |
| 3                     | マルティン・コーラー       | 2･DNF    |
| 4                     | ジェフ・ルーダー           | 11･DNF   |
| 5                     | マウロ・サンタンブロージョ | 11･DNF   |
| 6                     | ジョン・マーフィ           | 8･DNF    |
| 7                     | ミヒャエル・シェール       | 99       |
| 8                     | フロリアン・シュタルダー   | 81       |
| 9                     | ダニーロ・ヴァイス         | 97       |

| アクア & サポーネ |                                |          |
| No.               | 選手名                         | 最終順位 |
| 11                | ステファノ・ガルゼッリ         | 20･DNF   |
| 12                | ダリオ・アンドリオット         | 132      |
| 13                | マッシモ・コドル               | 43       |
| 14                | アレッサンドロ・ドナーティ     | 75       |
| 15                | フランチェスコ・ファイッリ     | 65       |
| 16                | アンドレア・マシャレッリ       | 8･DNF    |
| 17                | フランチェスコ・マシャレッリ   | 8･DNF    |
| 18                | ウラディミル・ミホリェウィッチ | 25       |
| 19                | カイエタノ・サルミエント       | 47       |

| Ag2r・ラ・モンディアル |                              |          |
| No.                    | 選手名                       | 最終順位 |
| 21                     | ギヨーム・ボナフォン         | 6･DNF    |
| 22                     | ユベール・デュポン           | 20       |
| 23                     | アレクサンドル・エフィムキン | 19       |
| 24                     | ジョン・ガドレ               | 13       |
| 25                     | セバスティアン・イノー       | 100      |
| 26                     | ユリー・クリフツォフ         | 83       |
| 27                     | レネ・マンドリ               | 11･DNF   |
| 28                     | アントニー・ラヴァール       | 13･DNF   |
| 29                     | リュドヴィック・テュルパン   | 67       |

| アンドローニ ジョカットーリ |                              |          |
| No.                         | 選手名                       | 最終順位 |
| 31                          | ミケーレ・スカルポーニ       | 4        |
| 32                          | レオナルド・ベルタニョッリ   | 16･DNS   |
| 33                          | アレッサンドロ・ベルトリーニ | 115      |
| 34                          | ルーベンス・ベルトリアティ   | 66       |
| 35                          | アルベルト・ロッド           | 11･DNF   |
| 36                          | カルロス・ホセ・オチョア     | 52       |
| 37                          | ハクソン・ロドリゲス         | 51       |
| 38                          | ホセ・セルパ                 | 30       |
| 39                          | キャメロン・ワーフ           | 77       |

| アスタナ |                                |          |
| No.      | 選手名                         | 最終順位 |
| 41       | アレクサンドル・ヴィノクロフ   | 6        |
| 42       | パオロ・ティラロンゴ           | 6･DNF    |
| 43       | エンリコ・ガスパロット         | 11･DNF   |
| 44       | アンドリー・グリフコ           | 70       |
| 45       | ホセプ・フフレ                 | 42       |
| 46       | ロマン・キレイェフ             | 87       |
| 47       | ヴァレンティン・イグリンスキー | 11･DNF   |
| 48       | ゴラズド・シュタンゲリ         | 92       |
| 49       | アレクサンドル・ディアチェンコ | 11･DNF   |

| Bbox ブイグテレコム |                        |          |
| No.                 | 選手名                 | 最終順位 |
| 51                  | トマ・ヴォクレール     | 23       |
| 52                  | 新城幸也               | 93       |
| 53                  | ウィイアン・ボネ       | 20･DNF   |
| 54                  | アントニー・シャルトー | 8･DNF    |
| 55                  | マテュー・クロード     | 20･DNF   |
| 56                  | ダミアン・ゴダン       | 136      |
| 57                  | ギヨーム・ル・フロク   | 110      |
| 58                  | ユーリ・トロフィモフ   | 28       |
| 59                  | ヨハン・チョップ       | 34       |

| ケス・デパーニュ |                        |          |
| No.              | 選手名                 | 最終順位 |
| 61               | マルツィオ・ブルセギン | 7･DNS    |
| 62               | アンドレイ・アマドール | 41       |
| 63               | ダビ・アロヨ           | 2        |
| 64               | アルノル・ジャネソン   | 19･DNF   |
| 65               | ヴァシル・キリエンカ   | 37       |
| 66               | パブロ・ラストラス     | 113      |
| 67               | アルベルト・ロサダ     | 53       |
| 68               | リゴベルト・ウラン     | 35       |
| 69               | シャビエル・サンディオ | 62       |

| サーヴェロ・テストチーム |                          |          |
| No.                      | 選手名                   | 最終順位 |
| 71                       | カルロス・サストレ       | 8        |
| 72                       | イニィーゴ・クエスタ     | 85       |
| 73                       | ヴォロディミル・グストフ | 61       |
| 74                       | エドワード・キング       | 114      |
| 75                       | イグナタス・コノワロワス | 106      |
| 76                       | ダニエル・ロイド         | 103      |
| 77                       | マルセル・ヴァイス       | 38       |
| 78                       | ガブリエル・ラッシュ     | 20･DNF   |
| 79                       | シャビエル・トンド       | 20･DNF   |

| コフィディス |                        |          |
| No.          | 選手名                 | 最終順位 |
| 81           | ダヴィ・モンクティエ   | 68       |
| 82           | ギヨーム・ブロ         | 15･DNF   |
| 83           | ミカエル・ビュファズ   | 16･DNS   |
| 84           | レミ・キュザン         | 82       |
| 85           | レオナルド・ドゥケ     | 63       |
| 86           | ジュリアン・フシャール | 119      |
| 87           | カレ・クリート         | 98       |
| 88           | ニコ・サイメンス       | 104      |
| 89           | ダミアン・モニエ       | 89       |

| コルナゴ・CSF＝イノックス |                              |          |
| No.                       | 選手名                       | 最終順位 |
| 91                        | ドメニコ・ポッツォヴィーヴォ | 13･DNF   |
| 92                        | マヌエル・ベッレッティ       | 15･DNF   |
| 93                        | サカ・モドロ                 | 8･DNF    |
| 94                        | アレッサンドロ・ビゾルティ   | 74       |
| 95                        | フェデリコ・カヌーティ       | 17･DNF   |
| 96                        | マルコ・フラッポルティ       | 138      |
| 97                        | アラン・マラゴーニ           | 107      |
| 98                        | シモーネ・ストルトーニ       | 73       |
| 99                        | ステファノ・ピラッツィ       | 120      |

| フットオン・セルベット |                        |          |
| No.                    | 選手名                 | 最終順位 |
| 101                    | エルマンノ・カペッリ   | 16･HD    |
| 102                    | マティアス・ブランドレ | 90       |
| 103                    | エロス・カペッキ       | 7･DNS    |
| 104                    | ジャンパオロ・ケウーラ | 15･DNF   |
| 105                    | マルクス・アイベッガー | 48       |
| 106                    | イバン・マヨス         | 22       |
| 107                    | マルコ・コルティ       | 139      |
| 108                    | ミケーレ・メルロ       | 6･DNF    |
| 109                    | マーティン・ペダーセン | 11･DNF   |

| ガーミン・トランジションズ |                                  |          |
| No.                        | 選手名                           | 最終順位 |
| 111                        | デヴィッド・ミラー               | 13･DNF   |
| 112                        | クリスティアン・ヴァンデヴェルデ | 3･DNF    |
| 113                        | タイラー・ファーラー             | 15･DNS   |
| 114                        | ジャック・ボブリッジ             | 13･DNS   |
| 115                        | ジュリアン・ディーン             | 19･DNS   |
| 116                        | ムリロ・フィスシャー             | 112      |
| 117                        | ダニエル・マーティン             | 57       |
| 118                        | キャメロン・マイヤー             | 137      |
| 119                        | スヴェイン・タフト               | 125      |

| ランプレ - ファルネーゼ・ヴィーニ |                                    |          |
| No.                               | 選手名                             | 最終順位 |
| 121                               | ダミアーノ・クネゴ                 | 11       |
| 122                               | アレッサンドロ・ペタッキ           | 8･DNF    |
| 123                               | ジルベルト・シモーニ               | 69       |
| 124                               | マッテオ・ボーノ                   | 86       |
| 125                               | ダニーロ・ホンド                   | 19･DNS   |
| 126                               | マルコ・マルツァーノ               | 80       |
| 127                               | ダヴィド・ロースリ                 | 17･DNS   |
| 128                               | ダニエーレ・リーギ                 | 49       |
| 129                               | アレッサンドロ・スペツィアレッティ | 118      |

| リクイガス・ドイモ |                                |          |
| No.                | 選手名                         | 最終順位 |
| 131                | イヴァン・バッソ               | 1        |
| 132                | ヴィンチェンツォ・ニバリ       | 3        |
| 133                | ヴァレリオ・アニョーリ         | 32       |
| 134                | マツィエイ・ボドナル           | 127      |
| 135                | ティツィアーノ・ダッラントニア | 91       |
| 136                | ロベルト・キセルロフスキ       | 10       |
| 137                | ファビオ・サバティーニ         | 101      |
| 138                | スィルヴェステル・シュムィド   | 60       |
| 139                | アレッサンドロ・ヴァノッティ   | 76       |

| オメガファーマ・ロット |                            |          |
| No.                    | 選手名                     | 最終順位 |
| 141                    | セバスティアン・ラング     | 71       |
| 142                    | ヤン・バケラントス         | 36       |
| 143                    | アダム・ブライス           | 11･DNF   |
| 144                    | フランシス・デフレーフ     | 21       |
| 145                    | ミヒエル・エライゼン       | 111      |
| 146                    | オリヴィエ・カイセン       | 122      |
| 147                    | マシュー・ロイド           | 50       |
| 148                    | ダニエル・モレノ           | 26       |
| 149                    | チャールズ・ウェジェリアス | 29       |

| クイックステップ |                          |          |
| No.              | 選手名                   | 最終順位 |
| 151              | ダリオ・カタルド         | 19･DNF   |
| 152              | アディ・エンヘルス       | 126      |
| 153              | マウロ・ファッチ         | 121      |
| 154              | ジェローム・ピノー       | 58       |
| 155              | フランチェスコ・レダ     | 17･DNF   |
| 156              | ブラニスラウ・サモイラウ | 39       |
| 157              | マッテオ・トザット       | 56       |
| 158              | マルコ・ヴェロ           | 108      |
| 159              | ワウテル・ウェイラント   | 12･DNS   |

| ラボバンク |                                |          |
| No.        | 選手名                         | 最終順位 |
| 161        | ステーフェン・クラウスヴァイク | 18       |
| 162        | マウリシオ・アルディラ         | 15       |
| 163        | グレーム・ブラウン             | 130      |
| 164        | リック・フレンス               | 135      |
| 165        | ドミトリ・コゾンチュク         | 8･DNF    |
| 166        | トム・スタムスナイダー         | 109      |
| 167        | バウク・モレマ                 | 12       |
| 168        | ヨス・ファンエムデン           | 116      |
| 169        | ピーター・ウェーニング         | 24       |

| スカイ・プロフェッショナル・サイクリングチーム |                          |          |
| No.                                            | 選手名                   | 最終順位 |
| 171                                            | ブラッドリー・ウィギンス | 40       |
| 172                                            | マイケル・バリー         | 44       |
| 173                                            | ダリオ・チオーニ         | 17       |
| 174                                            | スティーヴ・カミングス   | 55       |
| 175                                            | クリス・フルーム         | 19･DNF   |
| 176                                            | マシュー・ヘイマン       | 105      |
| 177                                            | グレッグ・ヘンダーソン   | 88       |
| 178                                            | モッリス・ポッソーニ     | 13･DNF   |
| 179                                            | クリス・サットン         | 133      |

| チーム・HTC - コロンビア |                          |          |
| No.                      | 選手名                   | 最終順位 |
| 181                      | アンドレ・グライペル     | 19･DNS   |
| 182                      | マルコ・ピノッティ       | 9        |
| 183                      | ミヒャエル・アルバジーニ | 123      |
| 184                      | マシュー・ゴス           | 15･DNF   |
| 185                      | アダム・ハンセン         | 11･DNF   |
| 186                      | クレイグ・ルイス         | 78       |
| 187                      | フランティシェク・ラボニ | 134      |
| 188                      | ビセンテ・レイネス       | 117      |
| 189                      | マルセル・ジーベルク     | 19･DNF   |

| チーム・カチューシャ |                          |          |
| No.                  | 選手名                   | 最終順位 |
| 191                  | フィリッポ・ポッツァート | 45       |
| 192                  | ウラディミール・カルペツ | 14       |
| 193                  | ロビー・マキュアン       | 15･DNS   |
| 194                  | ジャンパオロ・カルーゾ   | 46       |
| 195                  | ホアン・オラチ           | 54       |
| 196                  | ミハイル・イグナティエフ | 131      |
| 197                  | ルカ・マッツァンティ     | 79       |
| 198                  | エフゲニー・ペトロフ     | 31       |
| 199                  | セルゲイ・クリモフ       | 94       |

| チーム・ミルラム |                          |          |
| No.              | 選手名                   | 最終順位 |
| 201              | リーヌス・ゲルデマン     | 16       |
| 202              | ローベルト・フェルスター | 96       |
| 203              | マルクス・フォーテン     | 102      |
| 204              | ルーク・ロバーツ         | 124      |
| 205              | ドミーニク・レルス       | 12･DNS   |
| 206              | トーマス・ローレッガー   | 11･DNF   |
| 207              | マティアス・ルス         | 84       |
| 208              | パウル・フォス           | 15･DNF   |
| 209              | ファビアン・ヴェークマン | 8･DNF    |

| チーム・サクソバンク |                                |          |
| No.                  | 選手名                         | 最終順位 |
| 211                  | アンダース・ルンド             | 64       |
| 212                  | バーデン・クック               | 9･DNS    |
| 213                  | クリス・アンカー・セレンセン   | 27       |
| 214                  | ニッキー・セレンセン           | 72       |
| 215                  | グスタフ・ラーション           | 59       |
| 216                  | ローラン・ディディエール       | 33       |
| 217                  | ルカス・セバスティアン・アエド | 128      |
| 218                  | ミカエル・メルケフ             | 129      |
| 219                  | リッチー・ポート               | 7        |

## 日程および各ステージ優勝者・各個人賞の変遷
| 区間        | 日     | 行程                                                                | km       | 区間優勝                     | 総合首位                     | ポイント賞                                               | 山岳賞                                 | 新人賞                                         | 備考         |
| ----------- | ------ | ------------------------------------------------------------------- | -------- | ---------------------------- | ---------------------------- | -------------------------------------------------------- | -------------------------------------- | ---------------------------------------------- | ------------ |
| 1           | 5/8    | アムステルダム （国立美術館 - 五輪スタジアム前）                    | 8.4      | ブラッドリー・ウィギンス     | ブラッドリー・ウィギンス     | ブラッドリー・ウィギンス （ ブレント・ブックウォルター） |                                        | リッチー・ポート                               | 個人TT       |
| 2           | 5/9    | アムステルダム － ユトレヒト                                        | 210      | タイラー・ファーラー         | カデル・エヴァンス           | タイラー・ファーラー                                     | パウル・フォス                         | リッチー・ポート                               | 平坦         |
| 3           | 5/10   | アムステルダム － ミデルブルフ                                      | 224      | ワウテル・ウェイラント       | アレクサンドル・ヴィノクロフ | グレーム・ブラウン                                       | パウル・フォス                         | リッチー・ポート                               | 平坦         |
| 5/11 休息日 |        |                                                                     |          |                              |                              |                                                          |                                        |                                                |              |
| 4           | 5/12   | サヴィリアーノ －クーネオ                                           | 33       | リクイガス・ドイモ           | ヴィンチェンツォ・ニバリ     | グレーム・ブラウン                                       | パウル・フォス                         | ヴァレリオ・アニョーリ                         | チームTT     |
| 5           | 5/13   | ノヴァーラ －ノーヴィ・リーグレ                                     | 162      | ジェローム・ピノー           | ヴィンチェンツォ・ニバリ     | ジェローム・ピノー                                       | パウル・フォス                         | ヴァレリオ・アニョーリ                         | 平坦         |
| 6           | 5/14   | フィデンツァ －カッラーラ                                           | 172      | マシュー・ロイド             | ヴィンチェンツォ・ニバリ     | タイラー・ファーラー                                     | マシュー・ロイド                       | ヴァレリオ・アニョーリ                         | 中級山岳     |
| 7           | 5/15   | カッラーラ －モンタルチーノ                                         | 222      | カデル・エヴァンス           | アレクサンドル・ヴィノクロフ | タイラー・ファーラー                                     | マシュー・ロイド                       | リッチー・ポート                               | 中級山岳     |
| 8           | 5/16   | キアンチャーノ・テルメ －モンテ・テルミニッロ                       | 189      | クリス・アンカー・セレンセン | アレクサンドル・ヴィノクロフ | カデル・エヴァンス                                       | マシュー・ロイド                       | リッチー・ポート                               | 山岳         |
| 9           | 5/17   | フロジノーネ －カーヴァ・デ・ティッレーニ                           | 187      | マシュー・ゴス               | アレクサンドル・ヴィノクロフ | タイラー・ファーラー                                     | マシュー・ロイド                       | リッチー・ポート                               | 平坦         |
| 10          | 5/18   | アヴェッリーノ －ビトント                                           | 230      | タイラー・ファーラー         | アレクサンドル・ヴィノクロフ | タイラー・ファーラー                                     | マシュー・ロイド                       | リッチー・ポート                               | 平坦         |
| 11          | 5/19   | ルチェーラ －ラクイラ                                               | 262      | エフゲニー・ペトロフ         | リッチー・ポート             | タイラー・ファーラー                                     | マシュー・ロイド                       | リッチー・ポート （ ロベルト・キセルロフスキ） | 中級山岳     |
| 12          | 5/20   | チッタ・サンタンジェロ －ポルト・レカナーティ                       | 206      | フィリッポ・ポッツァート     | リッチー・ポート             | ジェローム・ピノー                                       | マシュー・ロイド                       | リッチー・ポート （ ロベルト・キセルロフスキ） | 平坦         |
| 13          | 5/21   | ポルト・レカナーティ －チェゼナーティコ                             | 223      | マヌエル・ベッレッティ       | リッチー・ポート             | ジェローム・ピノー                                       | マシュー・ロイド                       | リッチー・ポート （ ロベルト・キセルロフスキ） | 中級山岳     |
| 14          | 5/22   | フェラーラ －アーゾロ（モンテ・グラッパ）                           | 205      | ヴィンチェンツォ・ニバリ     | ダビ・アロヨ                 | アレクサンドル・ヴィノクロフ                             | マシュー・ロイド                       | リッチー・ポート                               | 山岳         |
| 15          | 5/23   | メストレ －モンテ・ゾンコラン                                       | 222      | イヴァン・バッソ             | ダビ・アロヨ                 | カデル・エヴァンス                                       | マシュー・ロイド                       | リッチー・ポート                               | 山岳         |
| 5/24 休息日 |        |                                                                     |          |                              |                              |                                                          |                                        |                                                |              |
| 16          | 5/25   | マレッベ －プラン・デ・コローネス                                   | 12.9     | ステファノ・ガルゼッリ       | ダビ・アロヨ                 | カデル・エヴァンス                                       | マシュー・ロイド                       | リッチー・ポート                               | 個人TT(山岳) |
| 17          | 5/26   | ブルーニコ －ペーイオ・テルメ                                       | 173      | ダミアン・モニエ             | ダビ・アロヨ                 | カデル・エヴァンス                                       | マシュー・ロイド                       | リッチー・ポート                               | 中級山岳     |
| 18          | 5/27   | レーヴィコ・テルメ －ブレシア                                       | 140      | アンドレ・グライペル         | ダビ・アロヨ                 | カデル・エヴァンス                                       | マシュー・ロイド                       | リッチー・ポート                               | 平坦         |
| 19          | 5/28   | ブレシア －アプリーカ                                               | 195      | ミケーレ・スカルポーニ       | イヴァン・バッソ             | カデル・エヴァンス                                       | イヴァン・バッソ （ マシュー・ロイド） | リッチー・ポート                               | 山岳         |
| 20          | 5/29   | ボルミオ －ポンテ・ディ・レーニョ（パッソ・デル・トナーレ）         | 178      | ヨハン・チョップ             | イヴァン・バッソ             | カデル・エヴァンス                                       | マシュー・ロイド                       | リッチー・ポート                               | 山岳         |
| 21          | 5/30   | ヴェローナ （ブラ広場 - トリチェッレ - アレーナ・ディ・ヴェローナ） | 15       | グスタヴ・ラルソン           | イヴァン・バッソ             | カデル・エヴァンス                                       | マシュー・ロイド                       | リッチー・ポート                               | 個人TT       |
| 総距離      | 総距離 | 総距離                                                              | 3,469 km |                              |                              |                                                          |                                        |                                                |              |

## 最終成績

### 個人総合
| 順位 | 選手名                         | 国籍           | チーム                           | 時間           |
| ---- | ------------------------------ | -------------- | -------------------------------- | -------------- |
| 1    | イヴァン・バッソ               | イタリア       | リクイガス・ドイモ               | 87時間44分01秒 |
| 2    | ダビ・アロヨ                   | スペイン       | ケス・デパーニュ                 | +1分51秒       |
| 3    | ヴィンチェンツォ・ニバリ       | イタリア       | リクイガス・ドイモ               | +2分37秒       |
| 4    | ミケーレ・スカルポーニ         | イタリア       | アンドローニ・ジョカトーリ       | +2分50秒       |
| 5    | カデル・エヴァンス             | オーストラリア | BMC・レーシングチーム            | +3分27秒       |
| 6    | アレクサンドル・ヴィノクロフ   | カザフスタン   | アスタナ                         | +7分06秒       |
| 7    | リッチー・ポート               | オーストラリア | チーム・サクソバンク             | +7分22秒       |
| 8    | カルロス・サストレ             | スペイン       | サーヴェロ・テストチーム         | +9分39秒       |
| 9    | マルコ・ピノッティ             | イタリア       | チーム・HTC - コロンビア         | +14分20秒      |
| 10   | ロベルト・キセルロフスキ       | クロアチア     | リクイガス・ドイモ               | +14分51秒      |
| 11   | ダミアーノ・クネゴ             | イタリア       | ランプレ・ファルネーゼ＝ヴィーニ | +17分10秒      |
| 12   | バウク・モレマ                 | オランダ       | ラボバンク                       | +19分41秒      |
| 13   | ジョン・ガドレ                 | フランス       | Ag2r・ラ・モンディアル           | +23分03秒      |
| 14   | ウラディミール・カルペツ       | ロシア         | チーム・カチューシャ             | +25分21秒      |
| 15   | マウリシオ・アルディラ         | コロンビア     | ラボバンク                       | +32分29秒      |
| 16   | リーヌス・ゲルデマン           | ドイツ         | チーム・ミルラム                 | +34分49秒      |
| 17   | ダリオ・チオーニ               | イタリア       | チームスカイ                     | +36分44秒      |
| 18   | ステーフェン・クラウスヴァイク | オランダ       | ラボバンク                       | +37分27秒      |
| 19   | アレクサンドル・エフィムキン   | ロシア         | Ag2r・ラ・モンディアル           | +39分43秒      |
| 20   | ユベール・デュポン             | フランス       | Ag2r・ラ・モンディアル           | +45分17秒      |
| 93   | 新城幸也                       | 日本           | Bbox ブイグテレコム              | +3時間22分21秒 |

### ポイント賞
| 順位 | 選手名                       | 国籍           | チーム                           | ポイント |
| ---- | ---------------------------- | -------------- | -------------------------------- | -------- |
| 1    | カデル・エヴァンス           | オーストラリア | BMC・レーシングチーム            | 150      |
| 2    | アレクサンドル・ヴィノクロフ | カザフスタン   | アスタナ                         | 128      |
| 3    | ヴィンチェンツォ・ニバリ     | イタリア       | リクイガス・ドイモ               | 116      |
| 4    | ミケーレ・スカルポーニ       | イタリア       | アンドローニ・ジョカトーリ       | 110      |
| 5    | イヴァン・バッソ             | イタリア       | リクイガス・ドイモ               | 105      |
| 6    | マルコ・ピノッティ           | イタリア       | チーム・HTC - コロンビア         | 74       |
| 7    | ジェローム・ピノー           | フランス       | クイックステップ                 | 69       |
| 8    | フィリッポ・ポッツァート     | イタリア       | チーム・カチューシャ             | 67       |
| 9    | ダミアーノ・クネゴ           | イタリア       | ランプレ・ファルネーゼ＝ヴィーニ | 64       |
| 10   | ジョン・ガドレ               | フランス       | Ag2r・ラ・モンディアル           | 64       |
| 75   | 新城幸也                     | 日本           | Bbox ブイグテレコム              | 2        |

### 山岳賞
| 順位 | 選手名                       | 国籍           | チーム                     | ポイント |
| ---- | ---------------------------- | -------------- | -------------------------- | -------- |
| 1    | マシュー・ロイド             | オーストラリア | オメガファーマ・ロット     | 56       |
| 2    | イヴァン・バッソ             | イタリア       | リクイガス・ドイモ         | 41       |
| 3    | ヨハン・チョップ             | スイス         | Bbox ブイグテレコム        | 38       |
| 4    | カデル・エヴァンス           | オーストラリア | BMC・レーシングチーム      | 35       |
| 5    | ミケーレ・スカルポーニ       | イタリア       | アンドローニ・ジョカトーリ | 25       |
| 6    | リュドヴィック・テュルパン   | フランス       | Ag2r・ラ・モンディアル     | 20       |
| 7    | ルーベンス・ベルトリアティ   | スイス         | アンドローニ・ジョカトーリ | 16       |
| 8    | シモーネ・ストルトーニ       | イタリア       | コルナゴ・CSF＝イノックス  | 16       |
| 9    | アレクサンドル・ヴィノクロフ | カザフスタン   | アスタナ                   | 15       |
| 10   | ヴィンチェンツォ・ニバリ     | イタリア       | リクイガス・ドイモ         | 15       |
| 38   | 新城幸也                     | 日本           | Bbox ブイグテレコム        | 3        |

### 新人賞
| 順位 | 選手名                         | 国籍           | チーム                   | 時間           |
| ---- | ------------------------------ | -------------- | ------------------------ | -------------- |
| 1    | リッチー・ポート               | オーストラリア | チーム・サクソバンク     | 87時間51分23秒 |
| 2    | ロベルト・キセルロフスキ       | クロアチア     | リクイガス・ドイモ       | +7分29秒       |
| 3    | バウク・モレマ                 | オランダ       | ラボバンク               | +12分19秒      |
| 4    | ステーフェン・クラウスヴァイク | オランダ       | ラボバンク               | +30分05秒      |
| 5    | フランシス・デフレーフ         | ベルギー       | オメガファーマ・ロット   | +42分46秒      |
| 6    | ヴァレリオ・アニョーリ         | イタリア       | リクイガス・ドイモ       | +1時間20分30秒 |
| 7    | リゴベルト・ウラン             | コロンビア     | ケス・デパーニュ         | +1時間29分44秒 |
| 8    | ヤン・バケラントス             | ベルギー       | オメガファーマ・ロット   | +1時間30分18秒 |
| 9    | マルセル・ヴァイス             | スイス         | サーヴェロ・テストチーム | +1時間37分33秒 |
| 10   | ブラニスラウ・サモイラウ       | ベラルーシ     | クイックステップ         | +1時間38分40秒 |

### チーム時間賞
| 順位 | チーム名               | 国籍     | 時間            |
| ---- | ---------------------- | -------- | --------------- |
| 1    | リクイガス・ドイモ     | イタリア | 262時間04分40秒 |
| 2    | ラボバンク             | オランダ | +24分21秒       |
| 3    | ケス・デパーニュ       | スペイン | +1時間05分55秒  |
| 4    | Ag2r・ラ・モンディアル | フランス | +1時間10分16秒  |
| 5    | オメガファーマ・ロット | ベルギー | +1時間10分45秒  |

### その他の受賞者
T.V.賞
- トム・スタムスナイダー……18ポイント

敢闘賞
- マシュー・ロイド……38ポイント

アッズッリ・ディタリア賞
- カデル・エヴァンス……11ポイント

フーガ・サーヴェロ賞
- ジェローム・ピノー……476ポイント

スーパーチーム賞
- リクイガス・ドイモ……412ポイント

フェアプレー賞
- リクイガス・ドイモ……4ポイント